# Ministerialamt in Polen-Litauen
Die Ministerialämter in Polen-Litauen (poln. Ministrowie w Rzeczypospolitej Obojga Narodów, lit. Abiejų Tautų Respublikos centrinės valdžios urėdai) waren eine Gruppe von Zentralämtern der höchsten Beamten in der Adelsrepublik Polen-Litauen. Es gab spiegelbildlich die gleichen Ämter für die Krone des Königreichs Polen und für Litauen. Die meisten Ministerialämter waren gleichzeitig Senatsämter, da ihre Inhaber qua Amt im Senat saßen bzw. mit der Zeit qua Amt Senatoren wurden. Lediglich der Feldhetman der polnischen Krone und der Feldhetman von Litauen waren bis zum Ende der Adelsrepublik nicht qua Amt Senatoren. Allerdings war es durch Ämterhäufung die Regel, dass der jeweilige Feldhetman als Woiwode oder Kastellan einen Sitz im Senat hatte.
Zu den Ministerialämtern zählten:
- der Großkronkanzler für die Krone und der Großkanzler von Litauen
- der Unterkronkanzler für die Krone und der Unterkanzler von Litauen
- der Großkronmarschall für die Krone und der Großmarschall von Litauen
- der Hofkronmarschall für die Krone und der Hofmarschall von Litauen
- der Großkronschatzmeister für die Krone und der Großschatzmeister von Litauen
- der Großkronhetman für die Krone und der Großhetman von Litauen – seit 1768 qua Amt im Senat
- der Hofkronschatzmeister für die Krone und der Hofschatzmeister von Litauen – seit 1775 qua Amt im Senat
- der Feldhetman der polnischen Krone und der Feldhetman von Litauen

## Nachweise
- Urzędnicy centralni i nadworni Polski XIV-XVIII wieku. Spisy". Oprac. Krzysztof Chłapowski, Stefan Ciara, Łukasz Kądziela, Tomasz Nowakowski, Edward Opaliński, Grażyna Rutkowska, Teresa Zielińska. Kórnik 1992 (polnisch)